# 刘辟恶
刘辟恶（583年—658年1月30日），字文备，彭城郡（今江苏省徐州市）人，隋朝、唐朝官员。

## 生平
义宁元年（617年）年末，刘辟恶以父荫出任东宫左亲卫，后跟随太子李建成进攻东都洛阳，因军功加仪同。武德元年（618年），刘辟恶被选拔出任左亲卫队正。武德四年（621年），刘辟恶又跟随秦王李世民在介州击败刘武周，加大将军。武德五年（622年），刘辟恶又跟随击败窦建德和王世充，因功勋加上柱国。同年，刘辟恶因为屡次功勋封常平县开国男，食邑三百户。贞观元年（627年），刘辟恶出任右勋卫校尉。贞观三年（629年），刘辟恶出任游击将军，仍代理右勋卫校尉。贞观四年（630年），刘辟恶出任左卫率育善府右别将。贞观十七年（643年），刘辟恶特授明威将军、代理左卫率翊府中郎将。贞观二十二年（648年），刘辟恶出任左宗卫副率。贞观二十三年（649年），刘辟恶越级升任壮武将军、代理右武卫将军。永徽元年（650年），刘辟恶升任通议大夫、使持节眉州诸军事、代理眉州刺史。永徽四年（653年），刘辟恶出任正议大夫、使持节都督戎昆曲协磐梨尹曾髳靡鉤褒微姚宗匡麻傍望览丘求靖勤郎二十五州诸军事，戎州刺史。显庆二年（657年），刘辟恶在屡次请求退休后得到批准，加银青光禄大夫，以该职务退休，俸禄等同于京官。显庆二年十二月廿一日（658年1月30日），刘辟恶在河南县景行里住宅中去世，虚岁七十五。显庆三年七月廿九日（658年9月1日）与夫人达奚氏合葬于万年县细柳乡之原。

## 其他
陕西师范大学历史文化学院博士生刘森垚认为，与同一时代的刘文静“自云彭城人”相似，《刘辟恶墓志》也自称“其先彭城人”。然而刘文静一支早已定居关中，其之所以于隋末力助李渊起兵，是因为在“关中本位政策”之下，他的利益已与李渊、关中士族捆绑在一起。刘辟恶曾祖、祖父历任北魏高官，其祖父甚至有一个胡化的名字“安若头”，其妻子乃是鲜卑宗姓之一的达奚氏。这样看来刘辟恶一支可能正属于陈寅恪所谓的以武川军人为基础的关陇集团。虽不知刘辟恶居于何处，但其于“大唐义宁”时出仕，一如这一时期关中刘氏刘文静（武功县）、刘弘基（池阳县）、刘世让（礼泉县）等，的确有助于李渊克定关中。

## 家庭

### 曾祖
- 刘康，北魏使持节、骠骑大将军、开府仪同三司、度支尚书、东道大行台、河北道大使、襄冀并定四州诸军事、四州刺史、土垠县开国公[2]

### 祖父
- 刘安若头，北魏使持节、骠骑大将军、开府仪同三司、金紫光禄大夫、散骑常侍、冀襄荆三州诸军事、三州刺史、袭爵土垠公[2]

### 父亲
- 刘舒，隋朝九陇郡太守、翼州诸军事、翼州刺史、广安县开国公[2]

### 夫人
- 达奚氏，隋朝修政府鹰扬郎将达奚彻之女[2]

### 子女
- 刘福[2]